# Polemoniales
Ordre
Ce taxon est aujourd'hui obsolète.
Les Polemoniales sont un ordre de plantes dicotylédones qui  ne comprend qu'une famille :
- Nolanaceae Dumort. (Famille qui a parfois été incorporée dans les Solanales).

Pour la classification phylogénétique cet ordre n'est plus pertinent :
- Les Nolanaceae sont déplacées dans l'ordre des Ericales.

## Liste des familles
Selon ITIS (24 juil. 2010) :
- famille Nolanaceae Dumort.